# 尼克爾森撞擊坑 (火星)
尼克爾森撞擊坑（英語：Nicholson）是火星上的一個撞擊坑，中心座標0.1° N，164.5° W，位於门农区，直徑100公里。因為它位於火星赤道上，是很好的火星赤道位置指標。它以美國天文學家赛斯·尼克尔森命名。
尼克爾森撞擊坑因為它中央的山丘而聞名，該山丘比坑底高3.5公里。這個圓形的山丘明顯受到水流的侵蝕和可能的風蝕。

## 陡坡上的暗條紋
火星上許多地方都發現了在陡坡上的暗條紋（dark slope streaks），例如撞擊坑壁。這些條紋看起來是一開始形成時是暗色，之後隨著年代變淡色。這些條紋一開始形成時有小而窄的斑點，之後開始變寬且下降數百公尺。這些條紋已經被發現圍繞個巨石等障礙物。有些觀點被提出以解釋這些暗條紋形成的原因；這些因素也包括水或者是火星上生命的滋長。主要被接受的解釋是這些暗條紋來自於覆蓋在較暗物質地層上的明亮物質薄地層山崩後露出底部暗色物質而形成。火星表面大部分區域都被塵埃覆蓋，而這些細顆粒塵埃可因為火星大氣將它們移動而覆蓋任何物體。我們對這些的了解是因為火星车上的太陽能板被塵埃覆蓋，使發電效率降低。火星車的電能多次因為塵捲風將塵埃從太陽能板吹落而恢復。沙塵暴在火星上是很常見的，尤其是在火星南半球春季開始時。火星因為軌道離心率較地球大，在南半球進入春季時和太陽距離明顯較近，因此對火星氣候會有明顯影響。而且每隔數年時間就會發生一次影響整個火星的沙塵暴。NASA 的水手9號到達火星時就因為沙塵暴而無法進行觀測。在那之後其他的全球性沙塵暴都已經被觀測到。暗色條紋在以下由火星偵察軌道器上 HiRISE 拍攝的影像中可見。

## 圖集

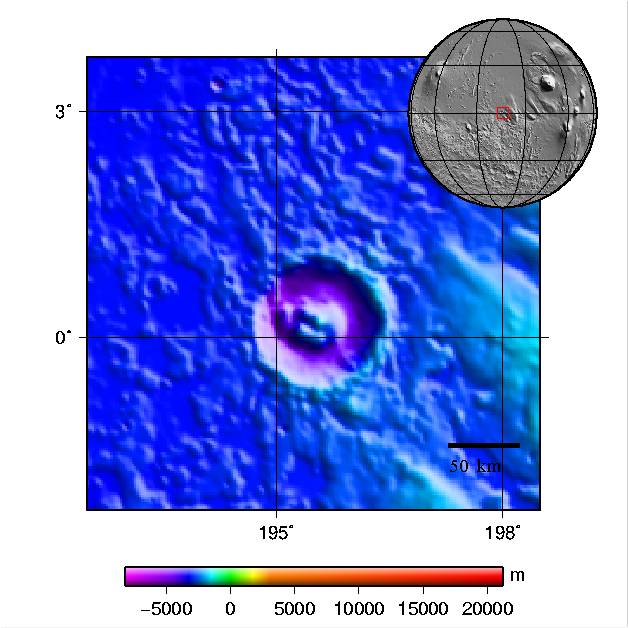

## 外部連結
- Crater links page
- Mars Global Surveyor images
- Mars Express images （页面存档备份，存于）